# Eszter Csizmadia
Eszter Csizmadia (ur. 16 lipca 1978) – węgierska judoczka. Olimpijka z Sydney 2000, gdzie odpadła w eliminacjach w wadze półśredniej.
Piąta na mistrzostwach świata w 1999. Startowała w Pucharze Świata w 1995, 1996 i 1998-2001. Siódma na mistrzostwach Europy w 1998 i 1999. Brązowa medalistka na uniwersjady w 1999 i wojskowych MŚ w 2000 roku.

## Letnie Igrzyska Olimpijskie 2000
| Konkurencja | Eliminacje            | Klas. końcowa |
| Konkurencja | Przeciwnik I          | Miejsce       |
| ----------- | --------------------- | ------------- |
| 63 kg       | Celita Schutz (USA) P | I runda.      |